# منتخب بلغاريا للكورفبال
منتخب بلغاريا للكورفبال هو ممثل بلغاريا الرسمي في المنافسات الدولية في كرة السلة الهولندية
.